# Hájske
Hájske (slowakisch 1948–51 „Dverníky“ – 1927–1948 „Kepežd“ – bis 1927 „Kepešd“; deutsch Köppeschd, ungarisch Köpösd) ist ein Ort und eine Gemeinde im Okres Šaľa des Nitriansky kraj im Westen der Slowakei. Die Zahl der Einwohner belief sich auf 1315 (31. Dezember 2024).

## Geographie
Die Gemeinde liegt im slowakischen Donautiefland, genauer in dessen hügeligem Teil. Die umliegende Schwarzerde macht das Gebiet sehr fruchtbar für Landwirtschaft. Hájske ist 12 Kilometer von Sereď und 17 Kilometer von Šaľa entfernt.
Neben dem Hauptort gehört zur Gemeinde auch die Siedlung Mladý háj, die aber kein offizieller Ortsteil ist.

## Geschichte
Der Ort wurde zum ersten Mal 1113 in den Zoborer Urkunden als Copusde schriftlich erwähnt und gehörte zum Eigentum der Burg Neutra. Während des Mongoleneinfalls 1241 wurde er vollständig vernichtet. Vom Mittelalter bis zur Abschaffung der Leibeigenschaft im 19. Jahrhundert hatten verschiedene Adelsfamilien ihre Güter hier.
Bis 1918 lag der Ort im Komitat Neutra innerhalb des Königreichs Ungarn und kam danach zur neu entstandenen Tschechoslowakei. 1938 sollte der Ort an die Ungarn als die Folge des Ersten Wiener Schiedsspruchs (der bis 1945 Bestand hatte) abgetreten werden, blieb aber bei der Tschechoslowakei, bzw. Slowakei. 1948 wurde der ungarisch klingende Name aus nationalpolitischen Gründen in Dverniky („Türsteher“) und 1951 dann in Hájske (háj = „Hain“) geändert.
In der Vergangenheit war die Haupteinnahmequelle für die Bevölkerung Landwirtschaft, heute arbeitet die Mehrheit in der Industrie.
Die römisch-katholische Kirche aus dem Jahr 1841 steht auf dem Grundriss einer älteren Kirche.

## Bevölkerung
| Jahr                | 1994 | 2004    | 2014    | 2024    |
| ------------------- | ---- | ------- | ------- | ------- |
| Anzahl der Personen | 1374 | 1365    | 1323    | 1315    |
| Unterschied         |      | −0,65 % | −3,07 % | −0,60 % |

| Jahr                | 2023 | 2024    |
| ------------------- | ---- | ------- |
| Anzahl der Personen | 1324 | 1315    |
| Unterschied         |      | −0,67 % |

## Sport
In Hájske befindet sich der bisher einzige Cricket-Club der Slowakei.